# 1398 Donnera
Az 1398 Donnera (ideiglenes jelöléssel 1936 QL) a Naprendszer kisbolygóövében található aszteroida. Yrjö Väisälä fedezte fel 1936. augusztus 26-án, Turkuban.